# Stora Billingen, Närke
Stora Billingen är en sjö i Askersunds kommun i Närke och ingår i Motala ströms huvudavrinningsområde.